# Kulon plażowy
Kulon plażowy (Esacus magnirostris) – gatunek dużego ptaka z rodziny kulonów (Burhinidae). Występuje na wybrzeżach wschodniej i północnej Australii, w Indonezji, na Półwyspie Malajskim, Andamanach, Filipinach, Nowej Gwinei i innych wyspach południowo-zachodniego Pacyfiku. Nie wyróżnia się podgatunków.

## Morfologia
WyglądNie występuje dymorfizm płciowy. Ma duży i dość gruby dziób z żółtym początkiem i czarnym końcem. Na głowie kontrastowy rysunek. Przez oko przebiega czarny pas, nad nim biały, jednakże kantarek i czoło są normalne (brudnobiałe). Od kącików dzioba biegnie czarna plamka. Beżowy wierzch głowy jak i skrzydła oraz ogon. Na skrzydle dwa paski: biały i czarny. Lotki są ciemniejsze. Dosyć długie, żółte nogi zakończone czarnymi pazurkami.
Wymiary
- długość ciała: 51–57 cm[5]
- rozpiętość skrzydeł: 89–109 cm
- masa ciała: samce 870–1130 g, samice 980–1020 g[5]

## Ekologia i zachowanie
BiotopSpokojne plaże, terasy zalewowe, przybrzeżne zatoki i namorzyny.
ZachowaniePowoli chodzi po plaży, trochę jak czapla, a czasami biegnie na krótkim odcinku.
GłosOstre „uiir-lu”.
PożywienieGłównie kraby, poza tym inne skorupiaki oraz nadmorskie bezkręgowce.
LęgiWyprowadza jeden lęg. Gniazdo to zagłębienie w ziemi, czasami wyściela je roślinnością. Składa 1 jajo wysiadywane przez minimum 30 dni. Pisklęta opuszczają gniazdo chwilę po wykluciu. Są zagniazdownikami.

## Status
W Czerwonej księdze gatunków zagrożonych Międzynarodowej Unii Ochrony Przyrody został zaliczony do kategorii NT (bliski zagrożenia). Liczebność światowej populacji szacuje się na co najmniej 6000 osobników. Trend liczebności uznawany jest za spadkowy z powodu niepokojenia przez ludzi i drapieżnictwa inwazyjnych ssaków (np. psów).